# Сборная Узбекистана по хоккею с шайбой
Сборная Узбекистана по хоккею с шайбой (узб. Shaybali xokkey bo'yicha O'zbekiston terma jamoasi / Шайбали хоккей бўйича Ўзбекистон терма жамоаси) — национальная сборная, представляющая Узбекистан на международных турнирах и матчах по хоккею с шайбой. Управляется Федерацией хоккея Узбекистана, которая с осени 2019 года ассоциированный член ИИХФ.

## История

### Советское время
В начале 70-х годов XX века в столице Узбекистана Ташкенте была создана хоккейная команда Спартак, которая начала выступать в чемпионате СССР по хоккею. Именно эти игроки представляли Узбекскую ССР в хоккее на зимней Спартакиаде в 1978 году. Там и состоялся дебют узбекской сборной.
Сборная принимала участие в трёх зимних Спартакиадах, провела в их рамках 7 матчей со сборными союзных республик, одержала 2 победы, обе над литовцами. Также в рамках Спартакиады команда сыграла 8 матчей с российскими командами, проиграв их все; от команды Москвы было и самое крупное поражение (0:26) узбекской сборной. 

### Постсоветский период
После того как СССР прекратил своё существование, в независимом Узбекистане просто забыли про хоккей. И только в начале второго десятилетия XXI века начались попытки воссоздания федерации и хоккейных команд в столице страны. В октябре 2013 года была зарегистрирована Федерация хоккея Узбекистана.
Первая игра сборной Узбекистана против другой сборной произошла 14 января 2024 года в Казани.
13 апреля 2025 года в Ереване сборная Узбекистана провела свой первый матч в четвёртом дивизионе чемпионата мира. В этом матче со счётом 13:3 был обыгран Кувейт. Далее команда заняла первое место.

## История выступлений на чемпионатах мира
| Турнир                           | Место проведения | Результат                               |
| -------------------------------- | ---------------- | --------------------------------------- |
| IV дивизион чемпионата мира 2025 | Ереван           | 1-е место (53-е в мировой квалификации) |